# 온천동 (대전)
온천동(溫泉洞)은 대전광역시 유성구 중부에 위치한 행정동 온천1동과 온천2동의 통칭이다. 유성온천은 관광특구로 지정되어 있고, 한국과학기술원(KAIST), 한국항공우주연구원 등 대덕연구개발특구가 조성되어 있는 대한민국 과학기술의 중심지이다. 충남대학교, 한밭대학교 등의 국립 대학이 있으며, 유성구청 소재지이다.

## 온천1동
온천1동은 유성구의 중심지이다. 봉명동을 중심으로 한 유성온천은 유성호텔, 리베라호텔, 계룡스파텔, 호텔 인터시티 등 숙박업소와 온천, 유흥업소가 밀집하여 관광특구로 지정되어 있다. 대전 도시철도 1호선 유성온천역, 구암역, 현충원역이 있고, 유성시외버스정류소가 있다. 대형마트로는 홈플러스 유성점이 위치하고 있다. 덕명동에 국립한밭대학교가 있다.

## 온천2동
온천2동은 연구단지와 국립 대학교가 밀집한 과학·교육의 중심지이다. 어은동에 유성구청이 위치해 있고, 궁동에는 대전·충남지역 거점 국립대학교인 충남대학교가 있다. 장대동에는 전통 5일장인 유성시장과 유성고속버스터미널이 있다. 대한민국 과학기술의 중심지로서 대덕연구개발특구로 지정되어 있고, 구성동에는 한국과학기술원(KAIST)이 있다.

## 역사[1]
- 1914년 3월 1일 충청남도 대전군 유성면 온천리
- 1935년 10월 1일 충청남도 대덕군 유성면 온천리
- 1973년 7월 1일 충청남도 대덕군 유성읍 온천리
- 1983년 2월 15일 대전시 중구 온천동
- 1984년 9월 1일 대전시 서구 온천동
- 1989년 1월 1일 대전직할시 유성구 온천동
- 1994년 8월 27일 정부에서 관광특구로 지정
- 1998년 10월 26일 온천2동에 탄동을 합동
- 2003년 2월 1일 온천2동에서 노은동을 분동
- 2013년 9월 16일 온천1동에서 원신흥동을 분동
- 2021년 11월 1일 학하동, 상대동에 온천1동의 2개 법정동(덕명동, 복용동)을 이관

## 법정동

### 온천1동
- 봉명동(鳳鳴洞)
- 구암동(九岩洞)

### 온천2동
- 장대동(場垈洞)
- 궁동(弓洞)
- 죽동(竹洞)
- 어은동(魚隱洞)
- 구성동(九城洞)

## 주요 기관
- 유성구청
- 온천1동 행정복지센터
- 온천2동 행정복지센터
- 대전광역시보건환경연구원

### 교육 기관
- 덕송초등학교
- 봉명초등학교
- 상대초등학교
- 상원초등학교
- 봉암초등학교
- 어은초등학교
- 유성초등학교
- 장대초등학교
- 죽동초등학교
- 유성중학교
- 봉명중학교
- 어은중학교
- 장대중학교
- 유성고등학교
- 유성생명과학고등학교
- 대전과학고등학교
- 국립한밭대학교
- 충남대학교
- 한국과학기술원

### 대덕연구개발특구
- 한국항공우주연구원
- 한국기초과학지원연구원
- 한국원자력안전기술원
- 한국타이어 테크노돔
- LIG넥스원 대전R&D센터

### 과학관
- 국립중앙과학관

### 현충원
- 국립대전현충원

## 아파트
| 단지명                | 건설사            | 시행사                          | 주소                   | 주소   | 입주        | 비고 |
| --------------------- | ----------------- | ------------------------------- | ---------------------- | ------ | ----------- | ---- |
| 장대 한일유앤아이     | ㈜한일건설        | 이지산업개발                    |                        | 장대동 | 2005년 8월  |      |
| 월드컵 패밀리타운     | ㈜신성            | ㈜신성                          |                        | 장대동 | 2002년 4월  |      |
| 장대 드림월드         | 대우건설 이수건설 | 대우건설 이수건설               | 유성구 문화원로 13     | 장대동 | 2002년 4월  |      |
| 장대 푸르지오         | 대우건설          | 대상종합개발㈜                  | 유성구 장대로71번길 34 | 장대동 | 2006년 12월 |      |
| 죽동 푸르지오         | 대우건설          | 한국자산신탁㈜ ㈜에스아이리얼티 | 유성구 죽동로 251      | 죽동   | 2015년 6월  |      |
| 유성숲 오투그란데 3차 | 제일건설㈜        | 제일건설㈜                      | 유성구 학하중앙로 60   | 덕명동 | 2019년 11월 |      |

## 교통

### 도로
- 계룡로
- 현충원로
- 유성대로
- 온천로
- 도안대로
- 대학로
- 문화원로
- 한밭대로

### 버스
시외/고속버스
- 시외버스 : 유성시외버스정류소
- 고속버스 : 유성고속버스터미널

시내버스
- 간선/지선버스 : 101번, 102번, 104번, 105번, 106번, 113번, 114번, 115번, 116번, 117번,119번, 121번, 312번, 601번,604번, 704번, 706번, 911번
- 외곽버스: 11번, 계룡 48번
- 급행버스 :3번
- 마을버스 : 1번, 3번, 5번

### 도시철도
- ● 대전 도시철도 1호선 유성온천역, 구암역, 현충원역

## 인접 지역
- 노은동
- 도룡동(신성동)
- 서구 갈마2동, 가수원동